# Mario Serra Zanetti
Mario Serra Zanetti (Castelfranco Emilia, ... – ...; fl. XX secolo) è stato un calciatore italiano, di ruolo centrocampista.

## Carriera
Con la SPAL disputa 12 gare segnando 5 gol nel campionato di Prima Divisione 1923-1924.
Si laurea in lettere il 12 gennaio 1925 presso l'Università di Bologna, con tesi sull'imitazione dei poeti classici e cristiani negli inni di Aurelio Prudenzio Clemente.
Lasciata la SPAL nel 1926, milita l'anno seguente nel Forti e Liberi Forlì.